# Флатвудс (Кентаки)
Флатвуд (енгл. Flatwoods) град је у америчкој савезној држави Кентаки.

## Демографија
По попису из 2010. године број становника је 7.423, што је 182 (-2,4%) становника мање него 2000. године.
| Група             | 2000.         | 2010.         |
| Белци             | 7.441 (97,8%) | 7.174 (96,6%) |
| Афроамериканци    | 29 (0,4%)     | 58 (0,8%)     |
| Азијати           | 27 (0,4%)     | 39 (0,5%)     |
| Хиспаноамериканци | 44 (0,6%)     | 58 (0,8%)     |
| Укупно            | 7.605         | 7.423         |